# Corpo real fechado
Corpo real fechado, em álgebra abstrata, é um tipo de corpo que tem, em comum com os reais, a propriedade de que menos um não é o quadrado de algum elemento, nem a soma de quadrados, e, além disto, é um corpo maximal no sentido de que a única forma de aumentar este corpo e continuar mantendo esta propriedade é através de elementos transcendentes.
Formalmente:
Um corpo formalmente real {\displaystyle (K,+,\times )\,} é um corpo que satisfaz:
- {\displaystyle (K,+,\times )\,} é um corpo
- {\displaystyle x_{1},x_{2},\ldots x_{n}\in K\implies x_{1}^{2}+x_{2}^{2}+\ldots +x_{n}^{2}\neq -1\,}

Um corpo real fechado R é um corpo formalmente real tal que, se E é uma extensão algébrica de R, e E é um corpo formalmente real, então E = R.
As seguintes propriedades, familiares para quem estuda os números reais,[carece de fontes?], são consequências de um corpo ser real fechado:
1. Todo polinômio de grau ímpar tem, pelo menos, uma raiz
2. R pode ser ordenado, e esta ordem é única[Nota 1]
3. O subconjunto de R formado pelos quadrados define a ordem, ou seja, é o conjunto dos números positivos[Nota 2]

Em um corpo real fechado, todo número positivo α tem raiz quadrada, e pode-se definir, sem ambiguidade, {\displaystyle {\sqrt {\alpha }}\,} para a única raiz quadrada que é positiva.
Para um corpo ordenado (K, ≤), as duas propriedades sobre polinômios, ou seja, que todo polinônio de grau ímpar tem raiz, e que todo número positivo tem raiz quadrada, são equivalentes a dizer que K é um corpo real fechado.
Assim como existe o fecho algébrico de um corpo qualquer, um corpo formalmente real também pode ser incluído em um corpo real fechado. Ou, mais especificamente, se K é um corpo formalmente real, então existe uma extensão algébrica R de K que é um corpo real fechado. Esta extensão é chamada fecho real. Além disto, caso K tenha uma ordem definida, é possível construir R que preserva a mesma ordem.
O teorema fundamental da álgebra, informalmente, que todo polinômio tem raiz, tem sua versão para corpos reais fechados. A prova do teorema é devida a Euler e Lagrange:
Seja (R, ≤) um corpo ordenado com as seguintes propriedades:
1. Todo polinômio de ordem ímpar em R tem uma raiz em R
2. Todo elemento positivo em R tem uma raiz quadrada em R

então ao incluir neste corpo a raiz quadrada de menos um, i, gera-se o corpo R(i) que é algebricamente fechado.
Observa-se que as duas propriedades acima são equivalentes a dizer que R é um corpo real fechado.
O Teorema de Artin-Schreier diz que se um corpo C é algebricamente fechado e é uma extensão finita própria de um corpo R, então a extensão é de grau dois, e cada elemento de C pode ser escrito como x + i y, com x e y elementos de R, que é um corpo real fechado.